# Оперативне командування «Південь»
Оперативне командування «Південь» (ОК «Південь», в/ч А2393) — оперативне об'єднання Сухопутних військ Збройних Сил України у південній частині України на території 5 областей. Штаб знаходиться в місті Одеса.
Територія відповідальності: Вінницька, Кіровоградська, Миколаївська, Одеська та Херсонська області. Сухопутна територія Автономної Республіки Крим та міста Севастополя, як окремий військово-сухопутний район, належить до зони відповідальності оперативного командування «Південь» з урахуванням особливостей, визначених законом про окуповані території.

## Історія
Після набуття незалежності на території України існувало 3 радянських військових округи: Київський, Одеський й Прикарпатський. Одеський військовий округ був створений вперше ще в липні 1842 року.
Відповідно до Директиви МО України від 1 липня 1997 з 3 січня 1998 Одеський військовий округ переформований на Південне оперативне командування (в/ч А2393), органи управління якого розташовувалися в Одесі. Зоною відповідальності Південного оперативного командування була визначена територія 8 областей: Дніпропетровської, Донецької, Запорізької, Кіровоградської, Луганської, Миколаївської, Одеської і Херсонської.
У 2013 році на базі 6-го армійського корпусу, органи управління якого розташовувалися в Дніпропетровську (в/ч А1314), було створене Оперативне командування «Південь», командувач 6 АК став командувачем ОК «Південь».
В 2015 році на базі Південного оперативного командування створено Оперативне командування «Південь» в Одесі.

## Структура
До складу ОК «Південь» входять:
- 28 окрема механізована бригада (А0666, смт Чорноморське, Одеська область)
- 56 окрема мотопіхотна бригада (В2095, м. Маріуполь, Донецька область)
  - 21 окремий мотопіхотний батальйон (В2604 м.Херсон)
  - 23 окремий мотопіхотний батальйон (В0131 м.Запоріжжя)
  - 37 окремий мотопіхотний батальйон (В6266 м.Запоріжжя)
- 57 окрема мотопіхотна бригада (В4543, м. Нова Каховка, Херсонська область)
  - 17 окремий мотопіхотний батальйон (В2304 м.Зелений Під)
  - 34 окремий мотопіхотний батальйон (В5509 смт Новоолексіївка)
  - 42 окремий мотопіхотний батальйон (В4750, м. Зелений Під)
- 40 окрема артилерійська бригада (В3500, м. Первомайськ Миколаївська область)
- 38 зенітний ракетний полк (А3880, м. Нова Одеса, Миколаївська область)
- 131 окремий розвідувальний батальйон (В1109, с. Гущинці, Вінницька область)

Частини забезпечення бойової діяльності:
- 91 командно-розвідувальний центр
- Регіональний центр радіоелектронної розвідки «Південь» (А3438 с. Красносілка)
- 7 окремий полк зв'язку (А3783 м.Одеса)
- 64 інформаційно-телекомунікаційний вузол
- 16 окремий полк оперативного забезпечення
- 23 окрема рота радіоелектронної боротьби
- 31 окремий ремонтно-відновлювальний полк
- 108 розрахунково-аналітична станція
- 46 об'єднаний центр забезпечення
- 183 окремий батальйон матеріального забезпечення
- 225 окремий автомобільний батальйон
- 363 окремий батальйон охорони і обслуговування
- 235 міжвідовий центр підготовки військових частин та підрозділів
- 241 загальновійськовий полігон
- 1223-й окремий батальйон підтримки[7]
- інші спеціальні частини та частини забезпечення
- територіальні центри комплектування та соціальної підтримки

## Командування

### Командувачі
- 1992—1993: генерал армії України Радецький Віталій Григорович
- 1993—1998: генерал армії України Шкідченко Володимир Петрович
- 1998—2001: генерал-полковник Затинайко Олександр Іванович
- 2001—2003: генерал-полковник Можаровський Володимир Миколайович
- 2003—2005: генерал-полковник Педченко Григорій Миколайович
- 2005—2007: генерал-полковник Свида Іван Юрійович
- 2007—2012: генерал-лейтенант Литвин Петро Михайлович
- 2012: т.в.о. начштабу генерал-майор Федоров Ігор Васильович

* 2012—2016: генерал-лейтенант Сиротенко Анатолій Миколайович
- 2016—2017: генерал-лейтенант Грищенко Андрій Миколайович[8][9]
- 16.11.2017—07.2019: генерал-майор Вишнівський Олег Віталійович[10]
- 07.2019—2021: генерал-майор Палагнюк Ігор Миколайович[11]
- 2021—2024: генерал-майор Ковальчук Андрій Трохимович[12]
- 16.04.2024—02.2025: бригадний генерал Шаповалов Геннадій Миколайович[13][14]
- з 2025: генерал-майор Сидоренко Михайло Павлович[15][16]

### Начальники штабу— перші заступники
- 2017—04.2020: генерал-майор Шаптала Сергій Олександрович[17][18]
- до 2022: бригадний генерал Ліщинський Владислав Вацлавович[19]
- 2022: бригадний генерал Гнатов Андрій Вікторович[20]

### Заступники
- 2017: генерал-майор Соколов Андрій Васильович[21]
- 2022—2024: бригадний генерал Драпатий Михайло Васильович[22][23]

## Символіка
Об'єднуючим символом усіх Оперативних командувань Сухопутних військ Збройних Сил України є перехрещені меч та пірнач, що їх зображено у верхніх частинах емблем відповідних Оперативних командувань. Сюжети з перехрещеною зброєю, в тому числі й пірначем і мечем, традиційно використовувалися в козацькій геральдиці XVII—XVIII ст.
Також у сучасній емблемі ОК «Південь» відтворено головну фігуру гербів м. Одеса та Одеської області — срібний якір.

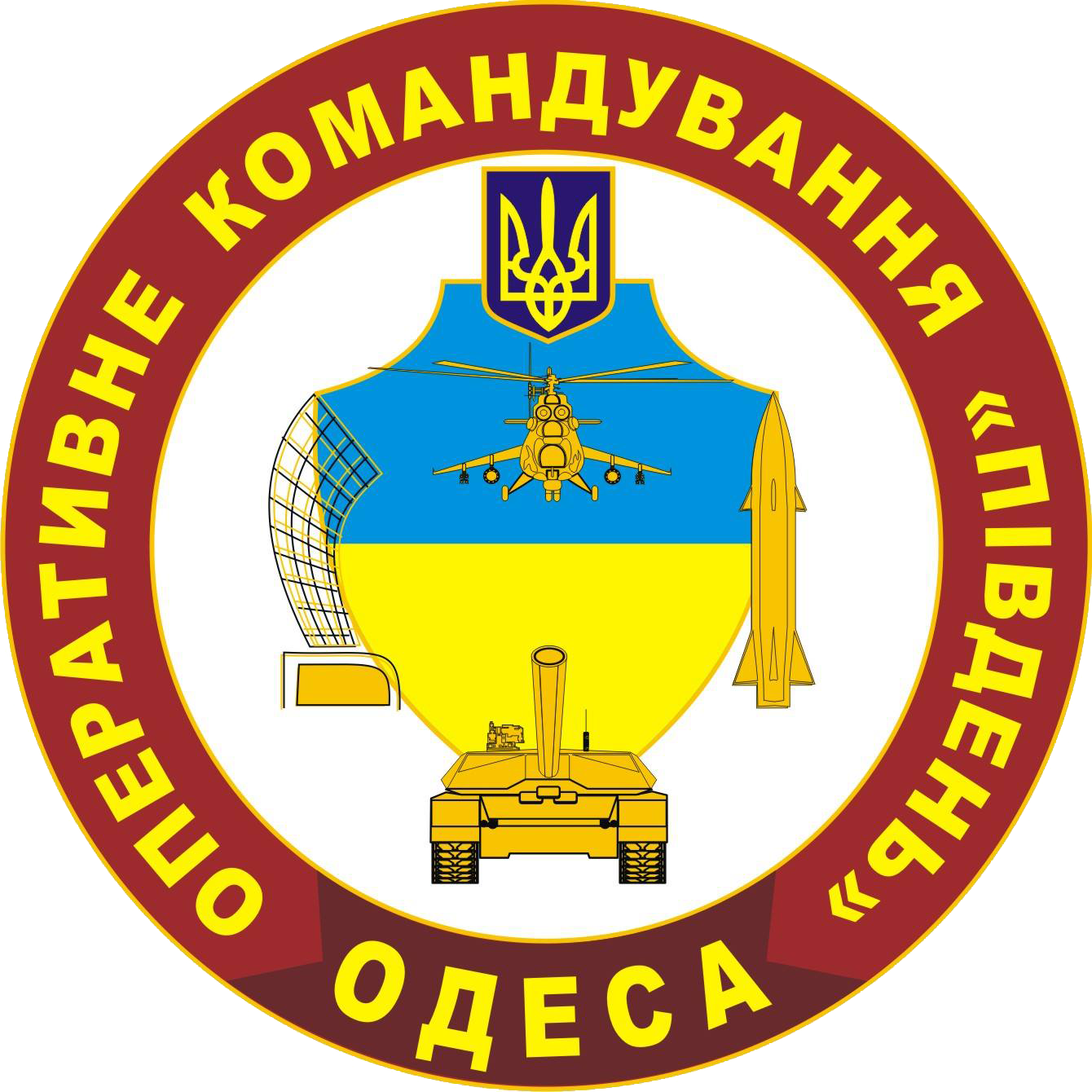
2015—2020
з 2020